# IPadOS
iPadOS е мобилна операционна система, разработвана от Apple за нейната серия таблети iPad. Представена е през 2019 г. като наследник на iOS за iPad устройства.